# Xanthocampoplex townesi
Xanthocampoplex townesi là một loài tò vò trong họ Ichneumonidae.